# 최길호
최길호(崔吉鎬, 1936년 9월 24일~2007년 9월 1일)는 대한민국의 배우이다.

## 출연작

### 드라마
- 1979년 드라마 《차씨 마을》
- 1985년 KBS1 《방랑자》
- 1986년 드라마 《여보 미안해》
- 1988년 KBS1 특집드라마 《한씨 연대기》
- 2002년 소설 《인생화보》- 정림 할아버지 역

### 영화
- 1977년 《야행》
- 1974년 《흑녀》
- 1979년 《마지막날에 언약》
- 1970년 《돌아가는 삼각지》
- 1986년 《여로》
- 1991년 《어허 어이 어이가리》
- 1994년 《선영의 편지》
- 1994년 《해적》
- 2004년 《까불지마》

## 수상
- 1994년 KBS 연기대상 공로상